# Onze-Lieve-Vrouw-Geboortekerk (Lint)
De Onze-Lieve-Vrouw-Geboortekerk is een rooms-katholieke kerk gelegen in de gemeente Lint in de Belgische provincie Antwerpen.

## Geschiedenis

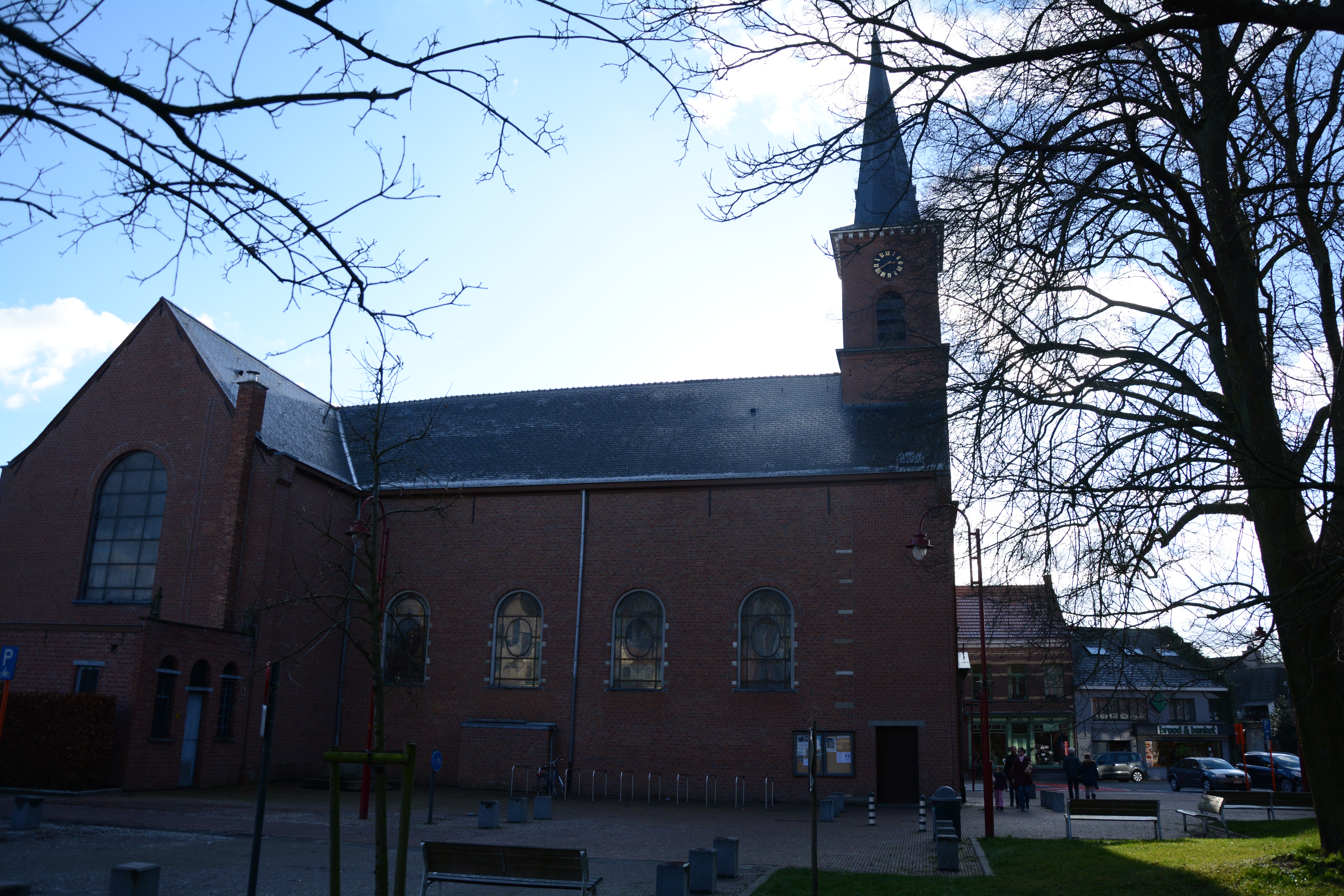
Kerk (2016) langs opzij

Lint was tot 1870 een gehucht van Kontich en had tot 1823 ook geen eigen parochiekerk. Na een verzoek aan de Raad van Brabant kreeg het in 1770 een eigen kapel waar een onderpastoor van Kontich dienst deed. Op 18 augustus 1823 werd deze kapel verheven tot parochiekerk. Tussen 1842 en 1843 werd de kapel uitgebreid tot het huidige kerkgebouw naar het ontwerp van Ferdinand Berckmans. Het gebouw had echter nog geen toren en in 1847 werd een voorgevel met een toren aangebouwd naar het ontwerp van Paul Stoop.
In 1950 en 1951 werden er nieuwe glasramen gezet. Deze waren afkomstig van de Sint-Laurentiuskerk in Antwerpen die afgebroken werd.

## Interieur
Het kerkgebouw heeft een tongewelf. Bij de kruising is er een kruisgewelf. In de kerk bevindt zich een eiken preekstoel uit 1846 en een orgel uit 1831.